# Другото щастие
„Другото щастие“ е български игрален филм (драма) от 1959 година на режисьора Антон Маринович, по сценарий на Веселин Ханчев. Оператор е Емил Рашев. Музиката във филма е композирана от Константин Илиев.

## Актьорски състав
- Божидара Цекова – Антоанета
- Банко Банков – Кирил
- Милка Магнева – Майката
- Кирил Янев – Тахов
- Кунка Баева – Лелята
- Цено Кандов
- Стефан Стайчев
- Трифон Джонев
- Константин Димчев
- Невена Куманова
- Георги Банчев